# Plumagem

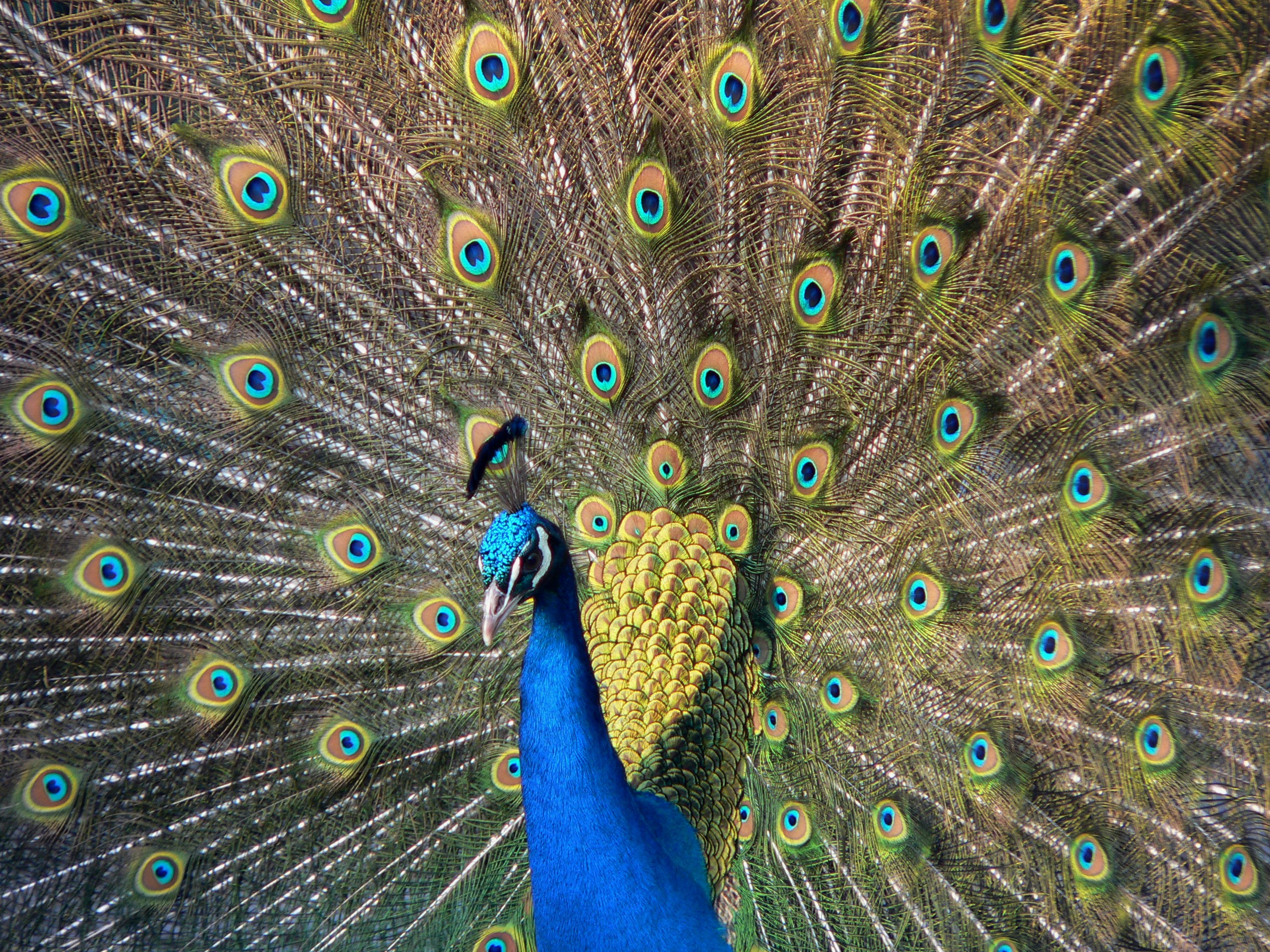
Plumagem do pavão-azul durante o cortejo.

A plumagem refere-se tanto ao conjunto de penas que cobre o corpo de uma ave, bem como ao padrão, cor e arranjo que caracteriza esse conjunto. A cor, padrão e disposição da plumagem variam grandemente entre espécies, subespécies e, mesmo numa só espécie, varia consoante a idade e sexo da ave, podendo ainda variar com as estações (o que implica muda do revestimento). Pode ter funções diversificadas, como a camuflagem, mas também como forma de atração sexual, especialmente entre aves onde existe dimorfismo sexual, como no caso da ave-do-paraíso ou como o pavão. As diferenças na plumagem são ainda utilizadas pelos ornitologistas e observadores de aves de modo a distinguir entre espécies.